# Kazuki Anzai
Kazuki Anzai (født 7. august 1994) er en japansk fodboldspiller, som spiller for den japanske fodboldklub Sagan Tosu.